# Botricello
Botricello là một đô thị (comune) thuộc tỉnh Catanzaro, trong vùng Calabria phía nam nước Ý.
Dân số thị trấn này là 4586 người.